# 旦ノ島村

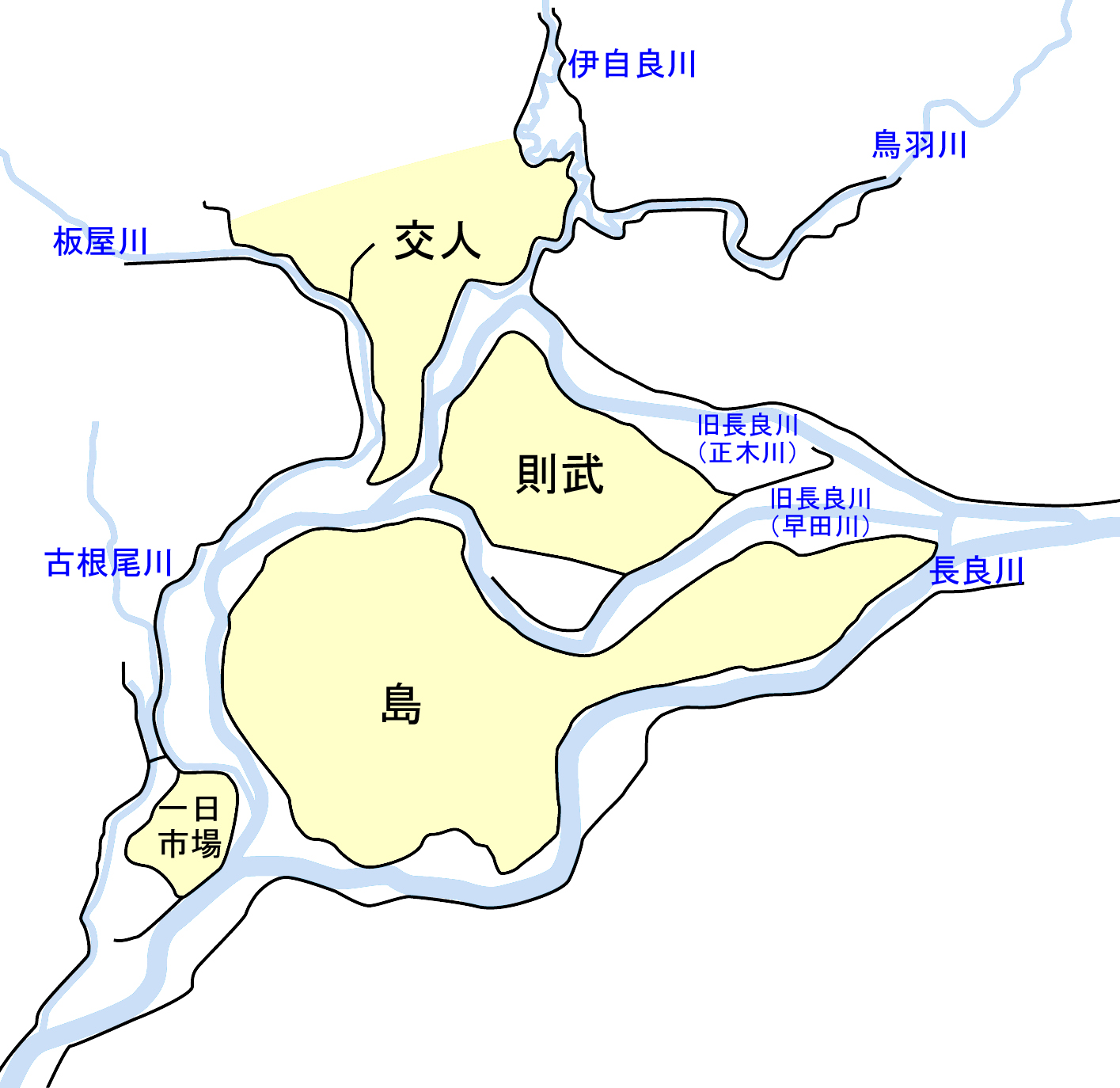
長良川改修以前の長良川分岐点付近の河川と輪中の分布。旦ノ島村は島輪中内に位置した。

旦ノ島村（だんのしまむら）は、かつて岐阜県厚見郡にあった村である。文献によっては「旦嶋村」「旦島村」とも表記される。

## 概要
かつては3つに分かれて流れた長良川のうち、現在の長良川本川（井川）と、早田川の位置を流れた分派川の1つ（異説はあるが、以下本項目では「長良古川」とする。）に挟まれた島であったが、1933年（昭和8年）からの長良川改修工事で分派川は締め切られている。現在は長良川と伊自良川に挟まれた地域である。瓢箪型の「島輪中」の北西端に位置した。現在の岐阜市旦島、旦島中、旦島中町、旦島西町、旦島宮町、宮浦町、明神町、守口町に該当する。
村名は、伊自良川と鳥羽川が合流してから長良古川に合流する25町（約2700m）を旦川（だんのがわ）と称したことによるとされ、長良古川との合流点は旦島の北端にあたる。集落は村の中央付近にあり、本郷・宮（宮前村）・更屋敷の3つに分かれ、いずれの集落も微高地（自然堤防）上に位置する。
1567年（永禄10年）11月に織田信長が家臣の坂井利貞（坂井文助）と山田七郎五郎に宛てた朱印状には「旦嶋」と記されていた。
江戸時代初期の『慶長郷帳』に旦ノ島村とあり、石高は440石余。1616年（元和2年）の『美濃国村高領知改帳』、1645年（正保2年）の『正保郷帳』では480石7升で畑方のみだった。当初は加納藩領で、同藩の『家中知行渡方帳』によると家臣10名の給地。1755年（宝暦5年）幕府領、1775年（安永4年）大垣藩預所となり幕末に至る。1834年（天保5年）の『天保郷帳』では石高は593石1斗9升4合3勺で、『旧高旧領取調帳』も1868年（明治元年）時点の石高は593石1斗9升4合3勺とする。
1751年（宝暦元年）、方県郡木田村地先の長良古川の河川敷跡が開発され、所属を巡って当村と木田村及び下尻毛村との間で争論（境相論）となる。1805年（文化2年）の『年貢取立方出入願書』によると、当村に下尻毛村62石余、木田村57石余の入作地があり、当村が年貢取り立てを強化したため、両村と争論が発生している。
1875年（明治8年）の『美濃国民俗誌稿』によると、農業専業の地で農耕・養蚕に努めるが、住民の一割は農業の閑暇に商売を行い、江戸時代には頭百姓・脇百姓の区別が激しかったとある。名産は干大根（守口大根）で、1881年（明治14年）の反別は、田2町5反余（約2.5ha）・畑27町1反余（約27ha）・宅地8町9反余（約9ha）、家数185・人数856人。
1897年（明治30年）4月1日、「島輪中」内の10村が廃置分合（合併）して稲葉郡島村の一部となり、同村の大字となる。

## 歴史
- 1567年（永禄10年）11月 - 織田信長は旦嶋（旦島）のうち坂井利貞に20貫文[6]、山田七郎五郎に10貫文の知行を与える[7]。
- 江戸時代初期 - 加納藩領で石高は480石7升[12]。
- 1755年（宝暦5年） - 幕府領となる。
- 1775年（安永4年） - 大垣藩預所となる。
- 1873年（明治6年）4月 - 大区小区制の岐阜県内管内区画を改正して12大区175小区に分割。旦ノ島村は第1大区8小区に属する[9]。
- 1889年（明治22年）7月1日 - 町村制施行により、自治体としての旦ノ島村が発足。
- 1897年（明治30年）4月1日 - 厚見郡近ノ島村、池ノ上村、東島村、北島村、萱場村、早田村、菅生村、江口村、旦ノ島村及び西中島村を合併し、その区域と池ノ上村と岐阜市大字稲束との論地（中央以北）、近ノ島村と岐阜市大字稲束との論地（中央以西）、東島村と岐阜市大字稲束と岐阜市大字今泉の論地（中央以西）との区域を以て島村が発足[11]。同日旦ノ島村廃止。

## 教育
- 旦島尋常小学校 - 岐阜市立島小学校の前身校の一つ。

## 神社・仏閣
- 神明神社[13]（主祭神：天照皇大御神）
- 秋葉神社[14]